# Ecphylus silesiacus
Ecphylus silesiacus är en stekelart som först beskrevs av Julius Theodor Christian Ratzeburg 1848.  Ecphylus silesiacus ingår i släktet Ecphylus och familjen bracksteklar. Arten är reproducerande i Sverige. Utöver nominatformen finns också underarten E. s. tschecki.